# Onychembolus subalpinus
Espèce
Synonymes
- Neomaso bidentatus Millidge, 1991
- Neomaso tridentatus Millidge, 1991

Onychembolus subalpinus est une espèce d'araignées aranéomorphes de la famille des Linyphiidae.

## Distribution
Cette espèce se rencontre au Chili dans les régions de Magallanes, d'Araucanie, du Biobío et des Lacs et en Argentine dans l'Ouest des provinces de Neuquén, du Río Negro et du Chubut,.

## Description
Le mâle décrit par Miller en 2007 mesure 1,48 mm et la femelle 1,65 mm.

## Publication originale
- Millidge, 1985 : Some linyphiid spiders from South America (Araneae, Linyphiidae). American Museum novitates, no 2836, p. 1-78 (texte intégral).